# Acantholithodes
Acantholithodes is een geslacht van kreeftachtigen uit de klasse van de Malacostraca (hogere kreeftachtigen).

## Soort
- Acantholithodes hispidus (Stimpson, 1860)